# A Mandrágora

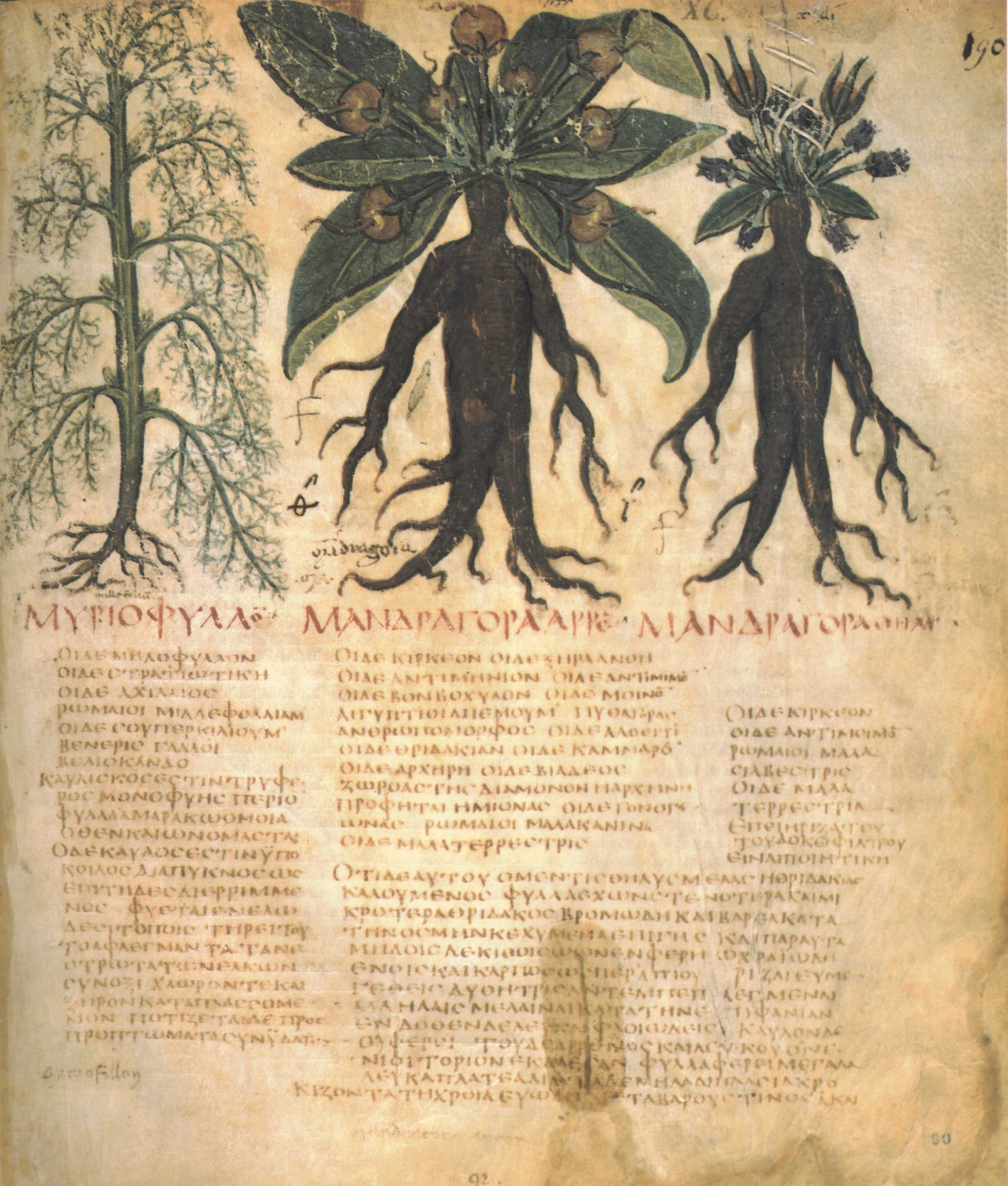
Imagem da raiz da planta da qual supostamente se extraia o veneno que faz parte da história da peça.

A Mandrágora (em italiano La Mandragola) é uma comédia escrita pelo florentino Nicolau Maquiavel.
Composta de um prólogo e cinco atos, é uma sátira poderosa à corrupção da sociedade italiana da época. O título da peça faz referência à mandrágora, uma planta a cujas raízes são atribuídas propriedades afrodisíacas. Acreditava-se que a obra havia sido escrita em 1518, mas estudos recentes apontam que ela pode ter sido escrita quatro anos antes. Foi publicada pela primeira vez em 1524.
Conta a história do jovem florentino Calímaco, que, por conta de uma aposta, conhece e passa a desejar furiosamente uma mulher casada que não consegue ter filhos com seu marido. Para conquistá-la, com ajuda de um jovem embusteiro, de um frei sem escrúpulos e da mãe da recatada esposa, ele finge ser médico e receita um tratamento à base de mandrágora.

## Trama
A história se passa em Florença, em 1504. Calímaco, recém-chegado de Paris, apaixona-se por Lucrécia, que é casada com o ingênuo doutor Nícia, um legista amargurado por não ter filhos. Calímaco, com a ajuda do servo Siro e do astuto amigo Ligúrio, finge ser um médico famoso e convence o senhor Nícia de que a única maneira de fazer sua esposa engravidar seria obrigá-la a tomar uma poção de mandrágora, mas diz que o primeiro homem que mantiver relações sexuais com ela morrerá envenenado. Nícia recusa-se de imediato, porém Ligúrio intervém e encontra, rapidamente, uma solução ao raptarem um rapaz e fazerem-no ter um encontro com sua esposa, o que deixa Nícia um pouco tranquilizado, porém perplexo pois alguém terá que deitar-se com sua esposa. Ligúrio trama com Calímaco para que este vista-se de jovem rapaz e tenha uma noite com sua amada. Calímaco, vestido de jovem rapaz, é golpeado e trazido à casa de Nícia e, enfim, até o leito de Lucrécia. Esta, por fim, é convencida por frei Timóteo a consumar o ato adúltero, e, no momento em que é revelada a verdadeira identidade de Calímaco, ela concorda finalmente em tornar-se sua amante. Após a noite do engano, Calímaco, desta vez fazendo-se de médico novamente, consegue de Nícia, satisfeito com a futura paternidade, autorização para habitar em sua casa.